# Wittow

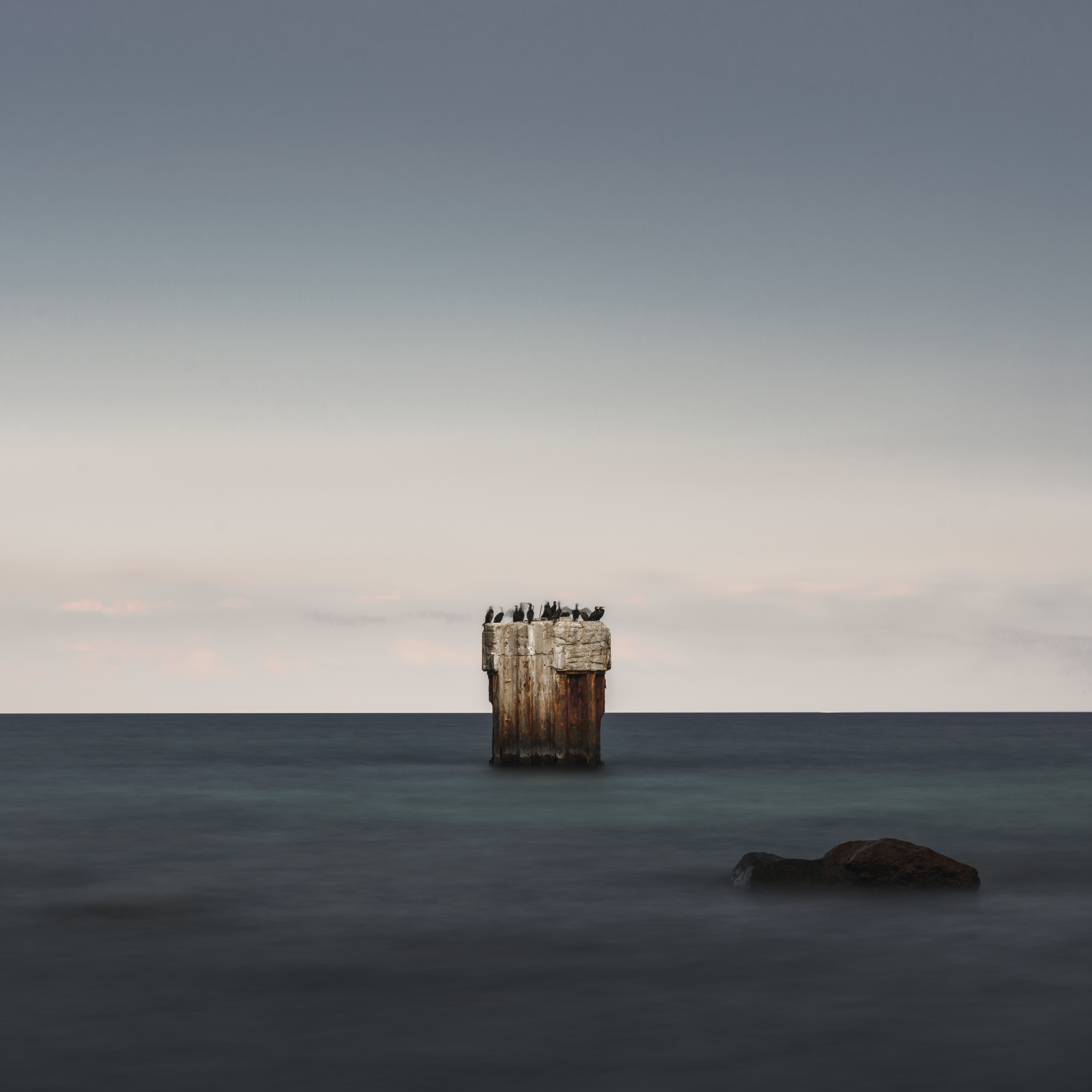
Sur la cote nort de Wittow. Septembre 2020.

La péninsule de Wittow est une péninsule située à l'extrémité nord-ouest de l'île de Rügen dans le land de Mecklembourg-Poméranie-Occidentale au nord-est de l'Allemagne.
Elle était une île jusqu'au haut Moyen Âge quand elle a été reliée à la péninsule de Jasmund (en) par le banc de sable du Schaabe (en). Elle est surtout connue pour abriter le site du cap Arkona.